# Skype for Business Online
Skype for Business Online（スカイプ フォー ビジネス オンライン、旧 Microsoft Lync Online）は、マイクロソフトが開発したリアルタイムコミュニケーションのサーバー製品であるSkype for Business Serverをマイクロソフト自身がホスティングをして提供しているクラウドコンピューティング型のサービス。Microsoft Office 365のブランドで提供されているサービスの一部。マルチテナント型と専有型の2種類の形態がある。現在はSkype for Business Server 2015をホスティングしたサービスとなっている。